# Chipknip

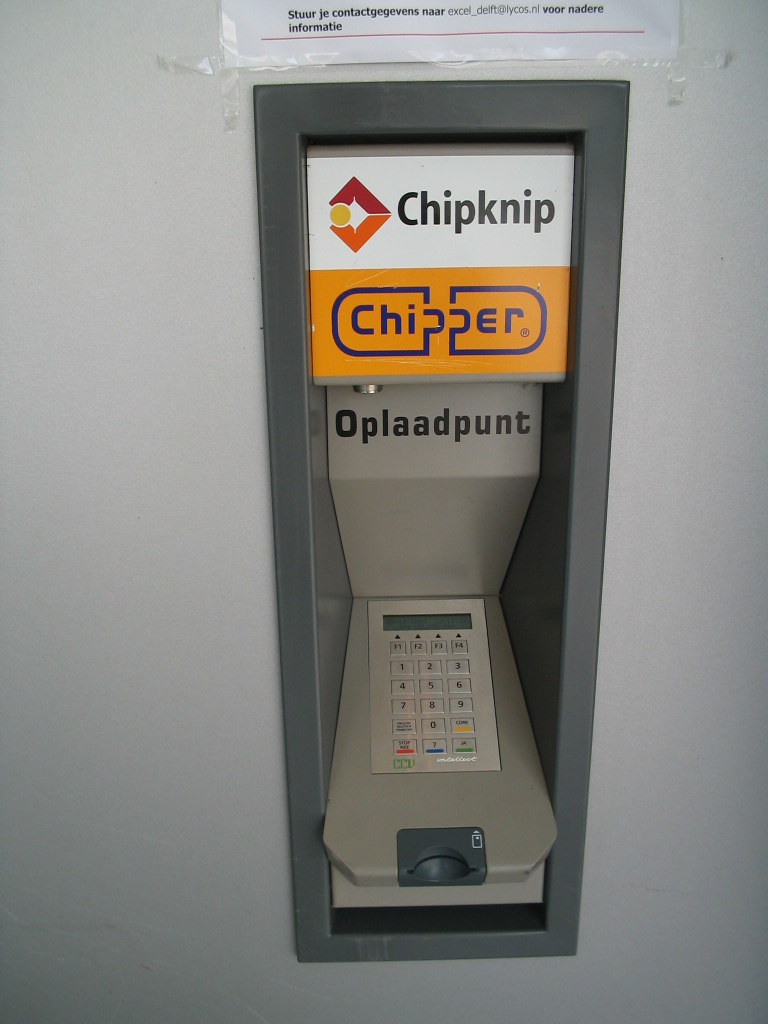
Un point de chargement Chipknip aux Pays-Bas

Chipknip est un système de porte-monnaie électronique qui était utilisé aux Pays-Bas. Le système est le plus souvent adossé à une carte de débit mais il est aussi possible d'acheter des cartes contenant un solde de 20 et 50 euros contre une somme de 23 et 53 euros. Sur les cartes de débit, on peut recharger le chipknip d'un montant de 5 à 250 euros. De nombreux commerçants l'ont néanmoins supprimé de leurs modes de paiement, car il leur coûte plus cher que le pin, où le client doit introduire son code secret. Aux Pays-Bas, les verbes chippen et pinnen signifient respectivement payer par porte-monnaie électronique et payer par carte de débit immédiat.
Le système a été introduit en 1996 et repose sur la même technologie que son homologue belge nommé Proton, supprimé en janvier 2015.

## Fin du service
L'utilisation de Chipknip a été portée par l'obligation d'utiliser ce moyen de règlement pour le stationnement dans de nombreuses villes des Pays-Bas. Les villes ayant introduit ce système contre le vol de monnaie dans les parcmètres ont vu le nombre d'utilisateurs de porte-monnaie électronique tripler. Seulement, en 2007, les villes ont commencé à remplacer ce système par le virement électronique «Pin», moins cher. En 2012, ce sont les grandes enseignes néerlandaises de la distribution qui ont arrêté d'accepter les paiements par chipknip. Le nombre d'utilisateurs a chuté et, en mars 2013, la société Currence a annoncé la fin du service Chipknip pour 2015. Au premier janvier 2015, plus aucune transaction ne pourra être effectuée par ce moyen. Les banques ont accepté de rembourser le contenu des porte-monnaie électroniques et le feront pour tous les utilisateurs le 7 février 2015.